# Eddie Rosario
Eddie Manuel Rosario (Guayama, Puerto Rico; 28 de septiembre de 1991) es un jugador de béisbol que juega en las Grandes Ligas.

## Trayectoria

### Ligas menores
Nació en la ciudad de Guayama en Puerto Rico, asistió a la escuela secundaria Rafael López Landrón en su ciudad natal. Entró en el béisbol profesional cuando fue seleccionado en la 4.ª ronda del draft de la MLB de 2010 por los Minnesota Twins. Ese mismo año fue drafteado en la clase Rookie, donde jugó hasta 2011. En 2012, jugó en la clase A. Comenzó la temporada 2013 en la clase A-avanzada, ganando un ascenso a Doble-A el 9 de junio, clase en la que también jugó en 2014. Comenzó la temporada 2015 en Triple A.

### Ligas mayores
Debutó en las Grandes Ligas el 6 de mayo de 2015 en el Target Field de Minneapolis contra los Oakland Athletics. Desplegado como jardinero derecho, hizo su primer jonrón en su primer hit. El 8 de mayo, contra los Indios, robó su primera base, anotando también una carrera y un home run. Terminó la temporada con 122 partidos en la MLB y 23 en la Triple A. También lideró la AL en triples con 15 hits.
En 2016, comenzó la temporada en la MLB, pero el 19 de mayo fue transferido a Triple-A, donde jugó hasta que fue llamado a la MLB el 2 de julio de ese año. Durante la temporada fue utilizado principalmente como jardinero izquierdo y central, jugando en 57 y 37 partidos, respectivamente. Terminó la temporada con 92 partidos en la MLB y 41 en Triple-A.
El 13 de agosto de 2017, fue nombrado Jugador de la Semana de la Liga Americana. La temporada fue la primera del jugador por completo en la MLB, en la que terminó con 151 partidos jugados. También participó por primera vez en la postemporada, con un jonrón de dos carreras en la primera entrada.
En la postemporada de 2020, fue reclutado en dos juegos de la Serie de División de la AL, participando en siete at-bats en los que sufrió un strikeout y ninguna carrera. Se convirtió en agente libre al final de la temporada, el 2 de diciembre.
El 4 de febrero de 2021, firmó un contrato de un año por valor de 8 millones de dólares con los Indios de Cleveland. El 30 de julio de 2021, los Indios de Cleveland cambiaron a Rosario junto con una cantidad en efectivo a los Bravos de Atlanta por Pablo Sandoval. En la postemporada de 2021, durante la Serie de Campeonato de la Liga Nacional contra los Dodgers (14 carreras en 6 partidos), fue nombrado MVP de la serie.